# Septimania
Septimania történelmi régió volt, eredetileg Gallia Narbonensis római provincia nyugati része. Neve először Sidonius Apollinaris 472-ben keltezett levelében olvasható. Nevét onnan kapta, hogy itt telepítette le Augustus császár a Legio VII Claudia veterán katonáit.

## A Vizigót Királyság (462–720)

A frank–gót háború hadjáratai 507–509

418 végén vagy 419 elején a vizigótok átkeltek a Pireneusokon, és elfoglalták Toulouse-t, Bordeaux-t. 462-ben Libius Severus római császár átengedte a vizigótoknak Narbonne-t és Gallia Narbonensis nagy részét. A vizigótok Galliának nevezték Septimaniát, a frankok pedig Gothiának, az oda települt vizigótokról.
507-ben a vouillé-i csatában a vizigótok döntő vereséget szenvedtek az I. Klodvig frank király vezette egyesült frank és burgund csapatoktól, és 508-ban már addigi fővárosuk, Toulouse is frank kézre került. A gótok kénytelenek voltak feladni galliai területeik zömét, csak Septimaniát tudták megtartani. A következő kb. kétszáz évben a tartomány határai többé-kevésbé állandóak voltak:
- keleten, a Nyugatrómai Birodalom, majd 536-tól(?) a Frank Birodalom felé a Rhône;
- északon, Provance felé Uzès, Lodève és Carcassonne erődített városai;
- délen a Földközi-tenger és a Pireneusok;
- nyugaton, a Baszk Hercegség felé a Carcassonne–Roussillon vonal.

Nîmes és Maguelonne között felépítették Millia várát (castellum) — erről 678-ből van az első adat. 
A tartományban az ariánus hitű vizigótok egy főegyházmegyét alakítottak ki nyolc püspökséggel. Ezek székhelyei:
- Elne,
- Carcassonne,
- Béziers,
- Agde,
- Maguelonne,
- Lodève,
- Nîmes és
- Uzès

voltak.

## Az Arab Birodalom

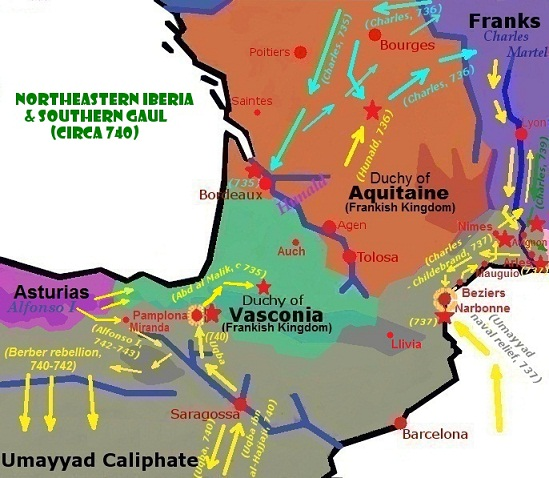
Hadjáratok a Pireneusok vidékén 735–742

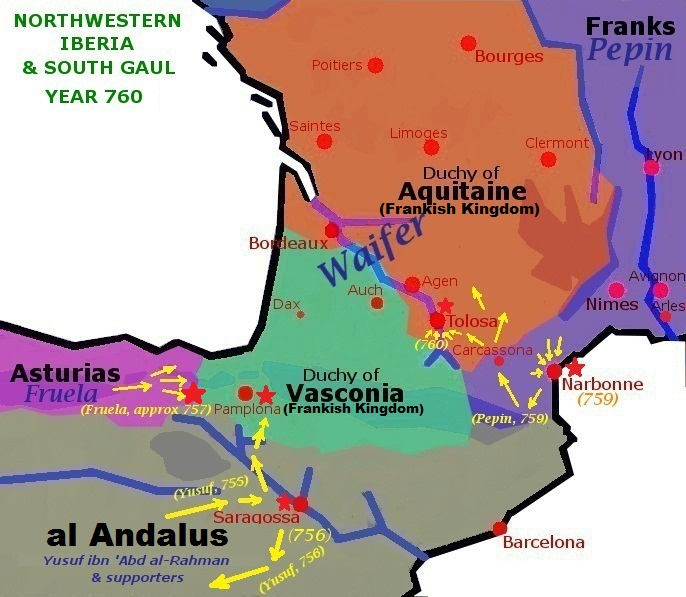
Baszkföld környéki hadjáratok 756–760

A gót fennhatóságnak a muszlim hódítás vetett véget. 716-ban Al-Szamh ibn Malik al-Khawlani kormányzó átkelt csapataival a Pireneusokon. 719-ben legyőzte az utolsó gót királyt, II. Agilát, ezután egy-két erődítmény kivételével elfoglalta az egész tartományt — az utolsó vizigót erősség, Carcassonne 725-ben esett el. A septimaniai emirátus székhelye a korábbiakhoz hasonlóan Narbonne lett. A tartományból elűzött gótok és gallo–rómaiak az ezidőtájt perszonálunióban egyesült Akvitániában és Baszkföldön találtak menedéket.
Az Arab Birodalom északi terjeszkedését Martell Károly állította meg. Miután 732-ben, a  poitiers-i csatában I. Odo aquitániai herceggel szövetségben legyőzte (a frank krónikákban al-Gafiqi néven szereplő) Abd ar-Rahmán ibn Abdalláh kormányzó fosztogató seregét, 736-ban öccsével, Childebranddal kiszorította a mórokat Provence-ból. 737-ben a Berre menti csatában szétverték a Gallia visszafoglalására összegyűjtött arab sereget. Ezután végigdúlták Septimaniát, de Narbonne ostromával ekkor még nem próbálkoztak — a feltételezések szerint azért, mert Odo utóda, I. Hunald aquitániai herceg folyamatosan „zaklatta” csapataikat és fenyegette utánpótlási vonalaikat.
A tartományban a mórok szívós védelemre rendezkedtek be. Megerősítették a Vizigót Királyságnál felsorolt városok, továbbá:
- Nîmes,
- Mauguio,
- Agde és
- Béziers

erődítéseit.
Martell Károly utóda, Kis Pipin 752-re gyűjtött össze elegendő erőt Narbonne ostromához. A városig könnyen jutott el, mert a vizigót származású grófok harc nélkül átadták neki erősségeiket. Így kapta meg:
- egy Ansemundus néven említett gróftól:
  - Nîmes,
  - Agde és
  - Béziers erősségeit,
- egy másik főnemestől pedig Mauguiót.

Az ostrom hét évig tartott, és eredményeként sikerült az arabokat teljesen kiszorítani a Pireneusoktól északra eső területekről; Septimania hosszú időre frank fennhatóság alá került. A történészek az elhúzódó ostrom okai között említik, hogy a sereg Ansemundus elestével elvesztette helyi utánpótlását. A frank területről hozott ellátmányt állandóan fenyegették Waifer aquitániai herceg csapatai, amelyek rendszeresen zaklatták a frankokat. Pipin erőit megosztotta a Nîmes-ben kitört felkelés, aminek leverése után a környék igazgatására frank kormányzót nevezett ki, egy bizonyos Radulf grófot. 
A város bevétele után a moszlim helyőrséget felkoncolták.

## A Frank Királyság (Gothia)

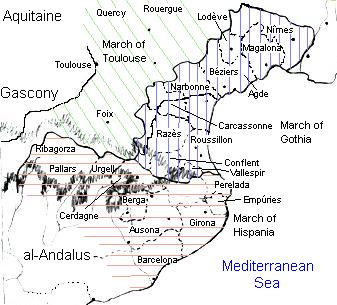
Gothia és Marca Hispanica grófságai

Narbonne bevétele után Pipin megszállta a Pireneusoktól északra megmaradt utolsó mór támaszpontot, Roussillont, majd Délnyugat-Akvitánia ellen fordult.
A frank közigazgatás kiépítéséhez le kellett küzdeni a helybéli, többségében gallo–román lakosság ellenállását, amely főleg a városokban volt jelentős. A tartomány pacifikálása érdekében 759-ben Pipin garantálta, hogy lakosai megtarthatják törvényeiket — és valószínűsíthető, hogy uraikat is. Ennek ellenére Nîmes után felkelések robbantak ki Uzès-ben és Rouergue-ben is — leverésük után Pipin ezekbe a városokba is frank grófokat nevezett ki.
Átalakították az egyházi életet is: 788 után Nagy Károly, majd fia, Jámbor Lajos megbízásából Anianei Szent Benedek sorra püspökségeket és apátságokat alapított a tartományban, amit Gothiára neveztek át.
A területet grófságokra tagolták.